# Sainte-Marie (Gers)
Sainte-Marie é uma comuna francesa na região administrativa de Occitânia, no departamento de Gers. Estende-se por uma área de 22,45 km². Em 2010 a comuna tinha 443 habitantes (densidade: 19,7 hab./km²).